# 1976年インスブルックオリンピックのイタリア選手団
1976年インスブルックオリンピックのイタリア選手団（1976ねんインスブルックオリンピックのイタリアせんしゅだん）は、1976年2月4日から2月15日まで、オーストリアのインスブルックで開催された1976年インスブルックオリンピックのイタリア選手団、およびその競技結果。

## 概要
今大会は金メダル1個、銀メダル2個、銅メダル1個の合計4個のメダルを獲得した。

## メダル
| メダル | 選手名                     | 競技           | 種目     |
| ------ | -------------------------- | -------------- | -------- |
| 金     | ピエロ・グロス             | アルペンスキー | 男子回転 |
| 銀     | グスタヴォ・トエニ         | アルペンスキー | 男子回転 |
| 銀     | クラウディア・ジョルダーニ | アルペンスキー | 女子回転 |
| 銅     | ヘルベルト・プランク       | アルペンスキー | 男子滑降 |